# Бела пустиња
Бела пустиња је пустиња која се налази поред оазе Фарафра у централном Египту. Име потиче од наслага камена креде.